# Ada Natali

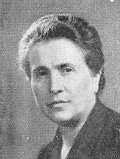
Ada Natali, 1948

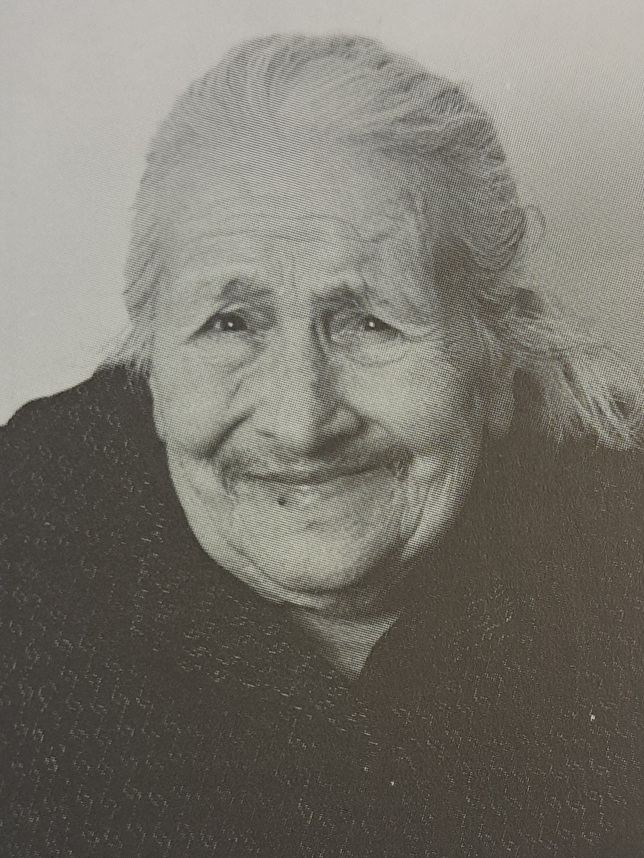
… und in hohem Alter

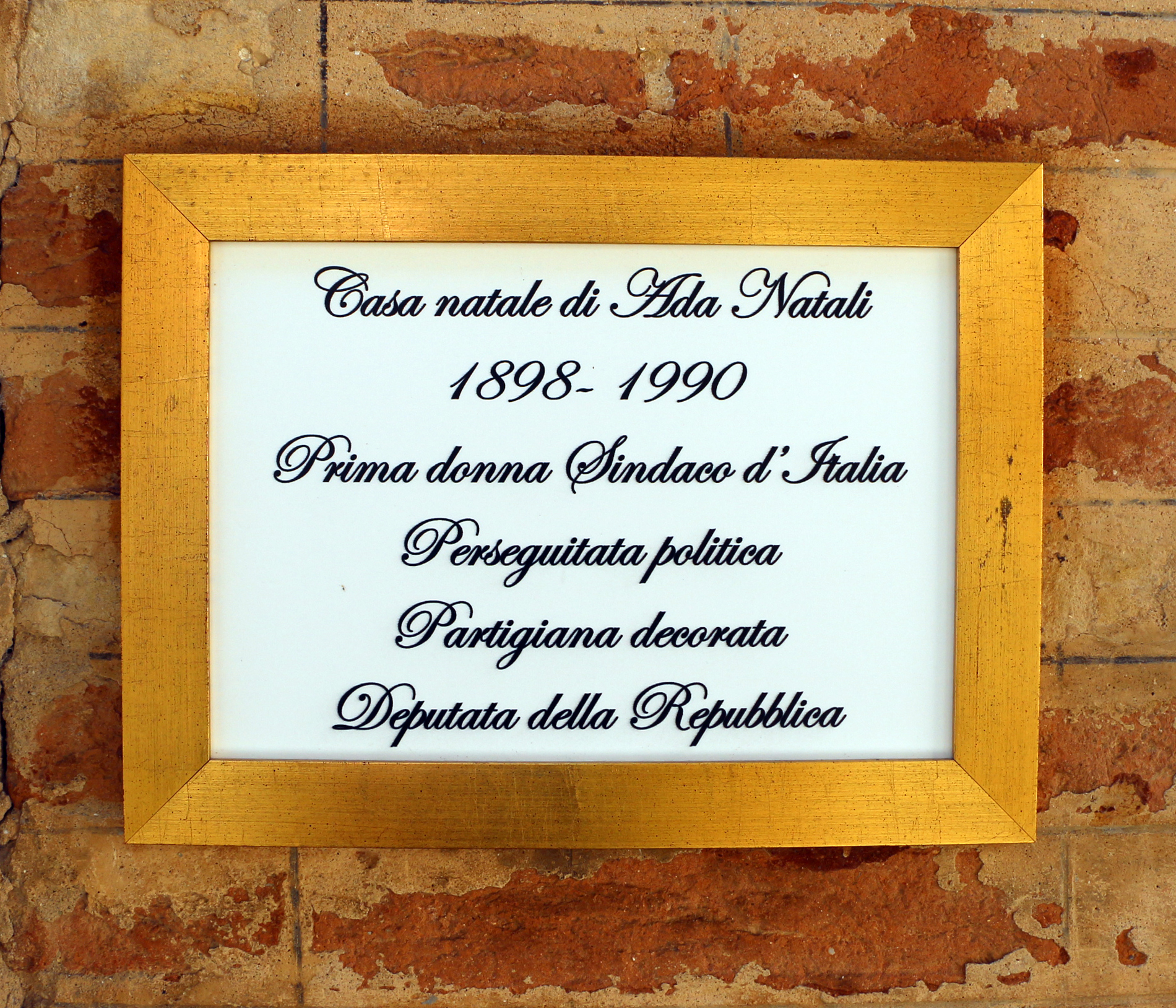
Im Januar 2016 angebrachte Gedenktafel an Natalis Geburtshaus

Ada Natali (* 5. März 1898 in Massa Fermana; † 27. April 1990 ebenda) war eine italienische Politikerin der Kommunistischen Partei Italiens und Bürgermeisterin ihres Geburtsortes. Sie war Mitglied der italienischen Abgeordnetenkammer und von April 1946 bis 1959 der erste weibliche Bürgermeister des Landes neben der Sardin Ninetta Bartoli, die das gleiche Amt bis 1958 ausübte.

## Leben
Ada Natali war die Tochter des sozialistischen Bürgermeisters von Massa Fermana Giuseppe Natali und der  Argia Germani. 1916 legte sie ein Verwaltungsdiplom ab und arbeitete als städtische Angestellte. Zugleich schrieb sie sich für Jura an der Universität Macerata ein.
1922 ermordeten Faschisten ihren Vater, die Mutter starb wenig später an Herzversagen und Ada wurde nach Roccafluvione verbannt. 1936 ersuchte sie um die Erlaubnis zur Rückkehr nach Macerata, um ihr Studium fortsetzen zu können, doch sie wurde stattdessen nach Loro Piceno verbracht, einem Ort ohne Straßen, und von der Polizei überwacht. Von dort ging sie regelmäßig zu Fuß nach Passo Loro und fuhr mit dem Bus nach Macerata, wo sie ihr rechtswissenschaftliches Studium mit der laurea abschloss. Zugleich unterrichtete sie in ihrem Verbannungsort Analphabeten.
Gegen Kriegsende schloss sie sich einer Partisanengruppe an, die an den Schlachten von Pian di Pieca und bei San Ginesio teilnahm. Nach Massa Fermana wohnte sie in ihrem Geburtsort bis zum Lebensende. Dort wurde sie 1946 als erste Frau Italiens zum Bürgermeister gewählt. 1948 wurde sie zur Deputierten der Volksfront aus der Kommunistischen und der Sozialistischen Partei, dem Partito Socialista Italiano. In dieser Funktion nahm sie an einer Delegationsreise in die Sowjetunion teil und wurde von Palmiro Togliatti in den Wahlkampf auf Sizilien 1953 eingebunden.
Trotz ihres Engagements für die frühe Frauenbewegung und die kommunistische Partei wahrte sie als Katholikin den Kontakt mit dem Santuario del SS. Crocifisso di Mogliano, dem sie Spenden zukommen ließ. Sie starb im Jahr 1990 und wurde neben ihren Eltern beigesetzt.

## Veröffentlichungen
- Relazione del sindaco dott. on. Ada Natali fatta all'Assemblea popolare convocata dalla Giunta municipale in data 9 dicembre 1949. Comune di Massa Martana. Tip. Menicucci, Falerone 1950.